# PAP-104
PAP-104は、フランスのECA社が開発した機雷掃討用の遠隔操作無人潜水機（ROV）。

## 概要
開発は、フランス海軍の運用要求に応じて、1968年より着手された。試作を経て、まず初期生産型のMk.2、続いて輸出型のMk.3が開発された。1983年にはマレーシア海軍の要請に基づき、運用可能深度を120mから300mに増加するなどしたMk.4が開発された。そして1986年には、イギリス海軍の新しい要求に応じて、現行のMk.5が開発された。
本機種は、ソナーで探知された機雷を処分する為に使用される。PAP-104自体は類別用ソナー（クルップ・アトラス社製AIS 11高周波ソナー）、機雷識別用ビデオカメラを備えており、光ファイバーを通じて母艦から操縦される。推進器は両舷に取り付けられた電動機であり、動力源は内蔵電池である。係維機雷、沈底機雷いずれにも対応可能なよう、100kgの爆雷1個と係維索カッターが2個取付可能となっている。
PAP-104は世界各国の海軍に400機以上が納入されており、1994年までに3万回以上の作戦を実施したとされている。イギリス海軍においては、Mk.2など初期型がRCMDS（remote-controlled mine-disposal system） Mk.1、Mk.5がRCMDS Mk.2として導入されている。

### 採用国と搭載艇
- フランス海軍
  - シルセ級機雷掃討艇（フランス語版）
    -  トルコ海軍

  - トリパルタイト型機雷掃討艇
    -  オランダ海軍
    -  インドネシア海軍
    -  ラトビア海軍
    -  パキスタン海軍
- イギリス海軍
  - ハント級掃海艇
    -  ギリシャ海軍
    -  リトアニア海軍

  - サンダウン級機雷掃討艇
    -  エストニア海軍
    -  サウジアラビア海軍

- ドイツ海軍
  - リンダウ級掃海艇（ドイツ語版）
    -  エストニア海軍
    -  ラトビア海軍
    -  リトアニア海軍
    -  南アフリカ海軍
- オーストラリア海軍
  - ベイ型機雷掃討艇（英語版）
- 海上自衛隊
  - すがしま型掃海艇
- マレーシア海軍
  - マハミール級機雷掃討艇（英語版）
- 南アフリカ海軍
  - ウムコマース級掃海艇（英語版）